# Ivan el Terrible (Prokófiev)
Ivan el Terrible (rus: Иван Грозный) és la música de Serguei Prokófiev originalment composta per la pel·lícula de Serguei Eisenstein sobre el governant del segle xvi. Prokófiev va compondre la música per a la 1a part entre 1942-1944, i per la 2a part, el 1945.
Després de la mort del compositor, la música de la pel·lícula va ser interpretada per primera vegada en un oratori (amb solistes, cor i orquestra) per Aleksandr Stassevitx (1961), que era el director musical de la pel·lícula, i més tard en un escenari de concerts per Christopher Palmer (1990). El 1973 el compositor Mikhaïl Txulaki i el coreògraf Iuri Grigorovitx es va basar en la música de la pel·lícula de Prokófiev per crear el seu ballet titulat Ivan el Terrible, que va ser estrenat el 1975. Aquesta és una de les dues obres que neixen de la col·laboració de Prokófiev amb Eisenstein, l'altra va ser Aleksander Nevski.